# Муравьиные чеканы
Муравьиные чеканы (лат. Myrmecocichla) — род воробьиных птиц из семейства мухоловковых. Распространены в Африке. Основной рацион — насекомые, особенно муравьи и термиты.

## Виды
В состав рода включают 8 видов:
- Myrmecocichla aethiops Cabanis, 1851 — Эфиопский муравьиный чекан
- Myrmecocichla arnotti (Tristram, 1869) — Муравьиный чекан Арнота
- Myrmecocichla collaris Reichenow, 1882
- Myrmecocichla formicivora (Wilkes, 1817) — Южный муравьиный чекан
- Myrmecocichla melaena (Ruppell, 1837) — Одноцветный муравьиный чекан
- Myrmecocichla monticola (Vieillot, 1818) — Горная каменка
- Myrmecocichla nigra (Vieillot, 1818) — Черный муравьиный чекан
- Myrmecocichla tholloni (Oustalet, 1886) — Конголезский муравьиный чекан